# Les Nouvelles Aventures de Superman
Les Nouvelles Aventures de Superman (The New Adventures of Superman) est une série télévisée d'animation américaine en 68 épisodes de 6 minutes produite par Filmation et diffusée du 10 septembre 1966 au 2 novembre 1968 sur le réseau CBS.
En France, la série est sortie en VHS en 1989 chez Warner Home Vidéo.

## Synopsis
Se cachant derrière l'identité secrète d'un journaliste, Clark Kent, se trouve le super héros Superman dont l'invincibilité ne peut être mise en déroute que face à une roche de sa planète détruite, Krypton.

## Distribution

### Voix originales
- Bud Collyer : Clark Kent / Superman
- Joan Alexander : Loïs Lane
- Jack Grimes : Jimmy Olsen
- Ted Knight : Perry White

### Voix françaises
- Michel Vigné : Clark Kent / Superman
- Alain Choquet : Jimmy Olsen / Civil (générique) / M. Loyal / Parasite / voix additionnelles
- Serge Blumental : Perry White / Brainiac / Policier / Dick / Kinky
- Brigitte Lecordier : Lois Lane / le vendeur de journaux
- Hubert Drac : Toyster / Prankman

## Épisodes

### Première saison (1966)
1. The Force Phantom
2. The Mermen of Emor
3. The Prehistoric Pterodactyls
4. Merlin's Magic Marbles
5. The Threat of the Thrutans
6. The Wicked Warlock
7. Le chimpanzé qui devient gigantesque (The Chimp Who Made It Big)
8. The Deadly Icebergs
9. The Robot of Riga
10. The Invisible Raiders
11. The Neolithic Nightmare
12. Superman contre le cerveau maniaque (The Return of Brainiac)
13. The Magnetic Monster
14. The Toys of Doom
15. The Iron Eater
16. The Ape Army of the Amazon
17. The Fire Phantom
18. The Deadly Dish
19. Insect Raiders
20. Return of Warlock
21. The Abominable Iceman
22. The Men from A.P.E.
23. The Tree Man of Arbora
24. The Image Maker
25. Superman's Double Trouble
26. The Deadly Super-Doll
27. Lava Men
28. Luthor Strikes Again
29. Mission to Planet Peril
30. La parasite pernicieux (The Pernicious Parasite)
31. The Two Faces of Superman
32. The Imp-Practical Joker
33. Superman Meets Brainiac
34. Seeds of Disaster
35. The Malevolent Mummy
36. The Bird-Men from Lost Valley

### Deuxième saison (1967)
1. A.P.E. Strikes Again
2. The Lethal Lightning Bug
3. Le Farceur (The Prankster)
4. The Saboteurs
5. The Wisp of Wickedness
6. Superman Meets his Match
7. Night of the Octopod
8. Brainiac's Bubbles
9. War of the Bee Battalion
10. Superman et les super jouets (The Toyman's Super Toy)
11. The Cage of Glass
12. The Atomic Superman
13. Luthor's Loco Looking Glass
14. The Warlock's Revenge
15. The Halyah of the Hymalayas
16. Le feu d'artifice de Luthor (Luthor's Fatal Fireworks)

### Troisième saison (1968)
1. Luthor's Lethal Laser, Part One
2. Luthor's Lethal Laser, Part Two
3. Can a Luthor Change his Spots ?, Part One
4. Can a Luthor Change his Spots ?, Part Two
5. The Team of Terror, Part One
6. The Team of Terror, Part Two
7. Rain of Iron, Part One
8. Rain of Iron, Part Two
9. The Mysterious Mr Mist, Part One
10. The Mysterious Mr Mist, Part Two
11. Luminians on the Loose, Part One
12. Luminians on the Loose, Part Two
13. The Ghost of Kilbane Castle, Part One
14. The Ghost of Kilbane Castle, Part Two
15. The Japanese Sandman, Part One
16. The Japanese Sandman, Part Two